# Liste der Naturdenkmale in Unterensingen
| Naturdenkmale | Anzahl |
| ------------- | ------ |
| FND           | 5      |
| END           | 2      |
| Gesamt        | 7      |

Die Liste der Naturdenkmale in Unterensingen nennt die verordneten Naturdenkmale (ND) der im baden-württembergischen Landkreis Esslingen liegenden Gemeinde Unterensingen. In Unterensingen gibt es insgesamt sieben als Naturdenkmal geschützte Objekte, davon fünf flächenhafte Naturdenkmale (FND) und zwei Einzelgebilde-Naturdenkmal (END).
Stand: 31. Oktober 2016.

## Flächenhafte Naturdenkmale (FND)
| Name                                        | Bild | Kennung     | Einzelheiten  | Position | Fläche Hektar | Datum         |
| ------------------------------------------- | ---- | ----------- | ------------- | -------- | ------------- | ------------- |
| Ehemaliger Steinbruch im Gewann Bettle      |      | 81160684004 | Unterensingen | ⊙        | 0,4           | 20. Feb. 1995 |
| Feldhecke im Gewann Herrenbach              | BW   | 81160684002 | Unterensingen | ⊙        | 0,2           | 20. Feb. 1995 |
| Feuchtgebiet im Gewann Äußeres Tal          | BW   | 81160684005 | Unterensingen | ⊙        | 0,9           | 20. Feb. 1995 |
| Feuchtgebiet im Gewann Ober den Stockwiesen | BW   | 81160684006 | Unterensingen | ⊙        | 1,5           | 20. Feb. 1995 |
| Herrenbach                                  | BW   | 81160684003 | Unterensingen | ⊙        | 2,6           | 20. Feb. 1995 |
| Legende für Naturdenkmal                    |      |             |               |          |               |               |

## Einzelgebilde (END)
| Name                         | Bild | Kennung     | Einzelheiten  | Position | Fläche Hektar | Datum         |
| ---------------------------- | ---- | ----------- | ------------- | -------- | ------------- | ------------- |
| Birnbaum im Gewann Krümmling | BW   | 81160684007 | Unterensingen | ⊙        | 0,0           | 20. Feb. 1995 |
| 1 Eiche                      |      | 81160684001 | Unterensingen | ⊙        | 0,0           | 25. Aug. 1983 |
| Legende für Naturdenkmal     |      |             |               |          |               |               |